# Комерцколегіум
Комерцколегіум (дан. Kommercekollegiet; Рада з торгівлі) — центральний виконавчий орган з питань комерції, морських та промислових справ за часів абсолютної монархії в Данії. Функціонував (з незначними відмінностями) з 1668 до 1816 року